# کورولوپی
کورولوپی (به چکی: Korolupy) یک منطقهٔ مسکونی در جمهوری چک است که در ناحیه زنویمو واقع شده‌است. کورولوپی ۱۵٫۴۷ کیلومتر مربع مساحت و ۲۰۰ نفر جمعیت دارد و ۴۳۳ متر بالاتر از سطح دریا واقع شده‌است.